# Casa-fàbrica Achon

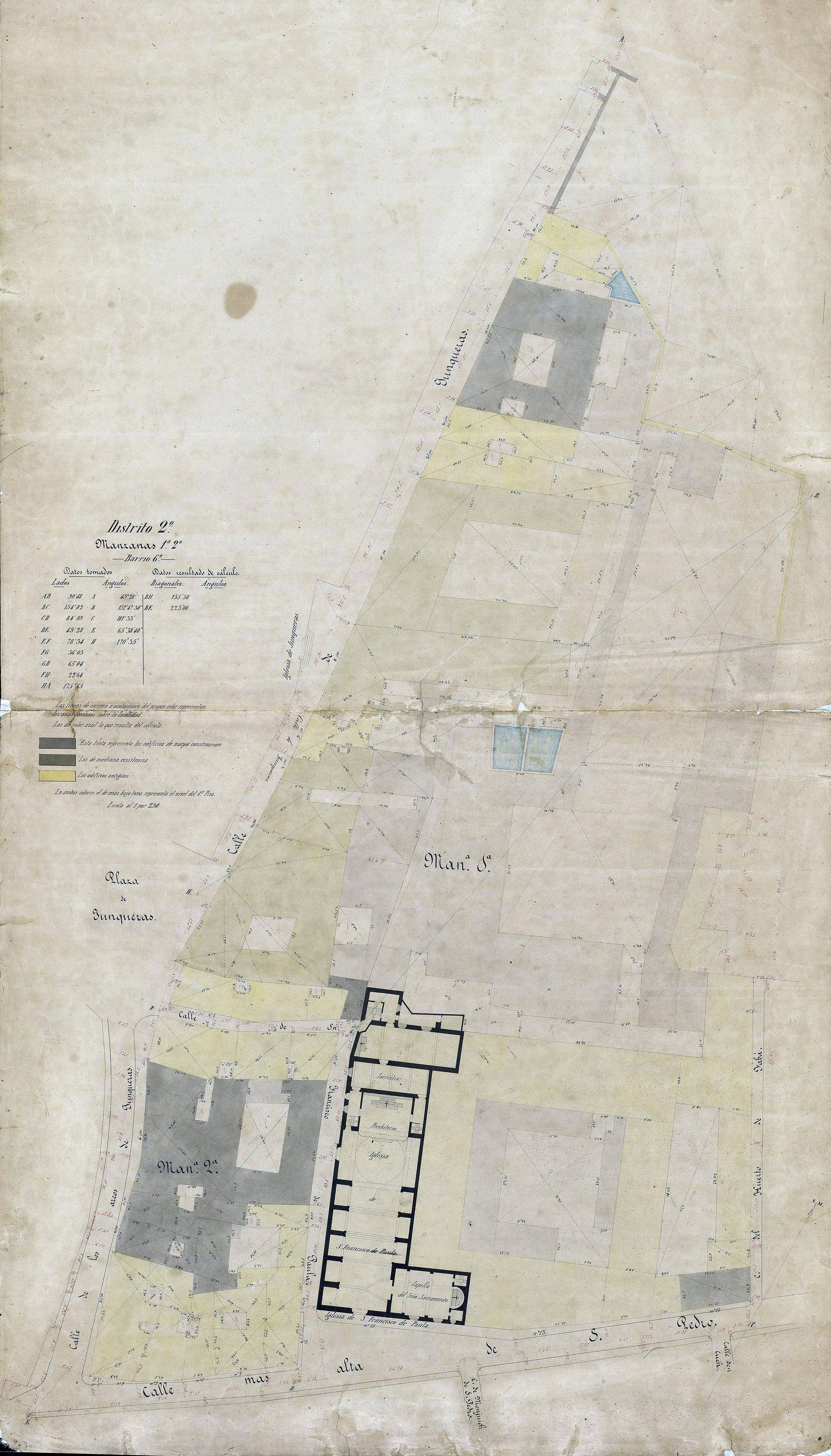
Quarteró núm. 44 de Garriga i Roca (c. 1860)

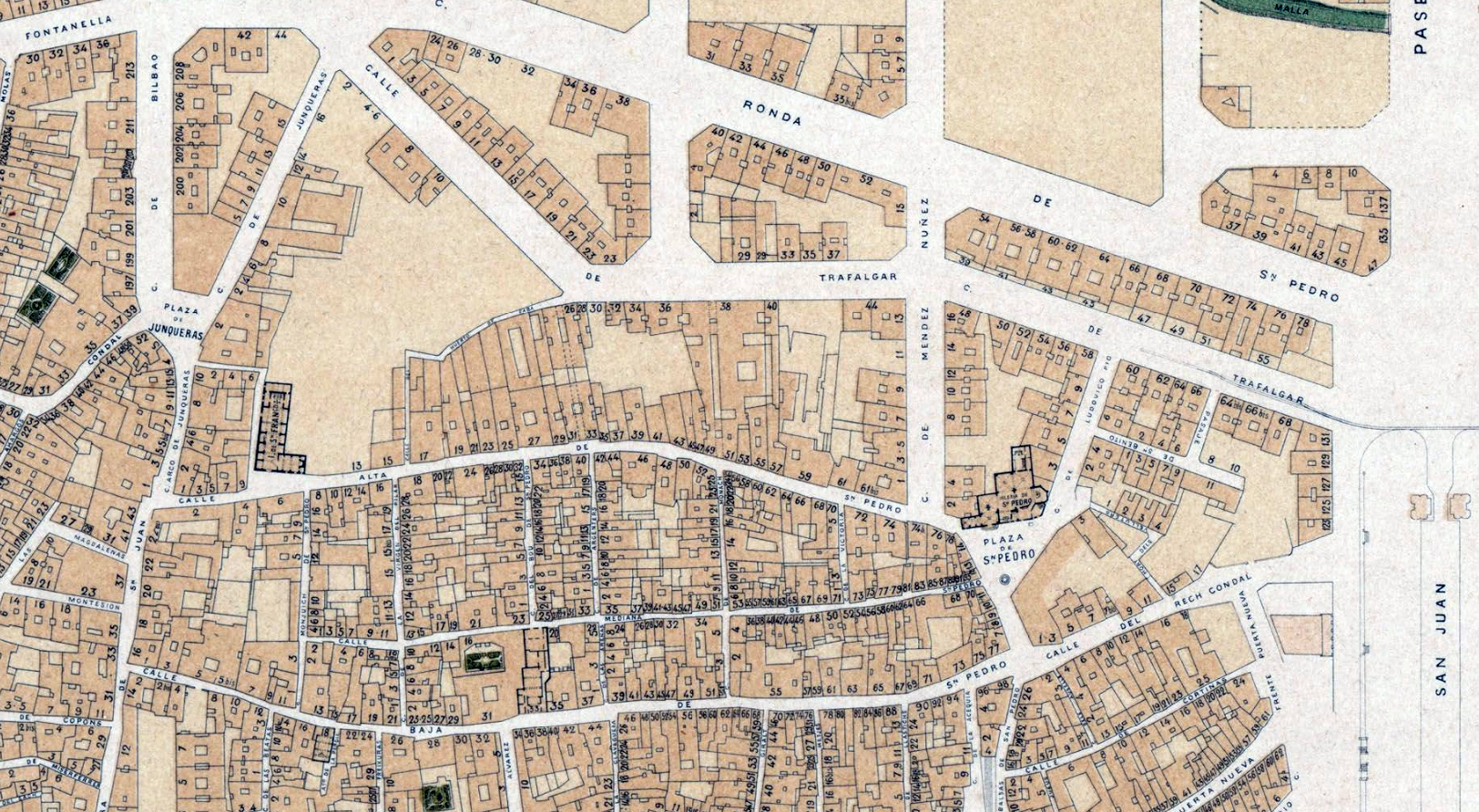
Fragment del plànol de Barcelona de Garcia Fària (1891)

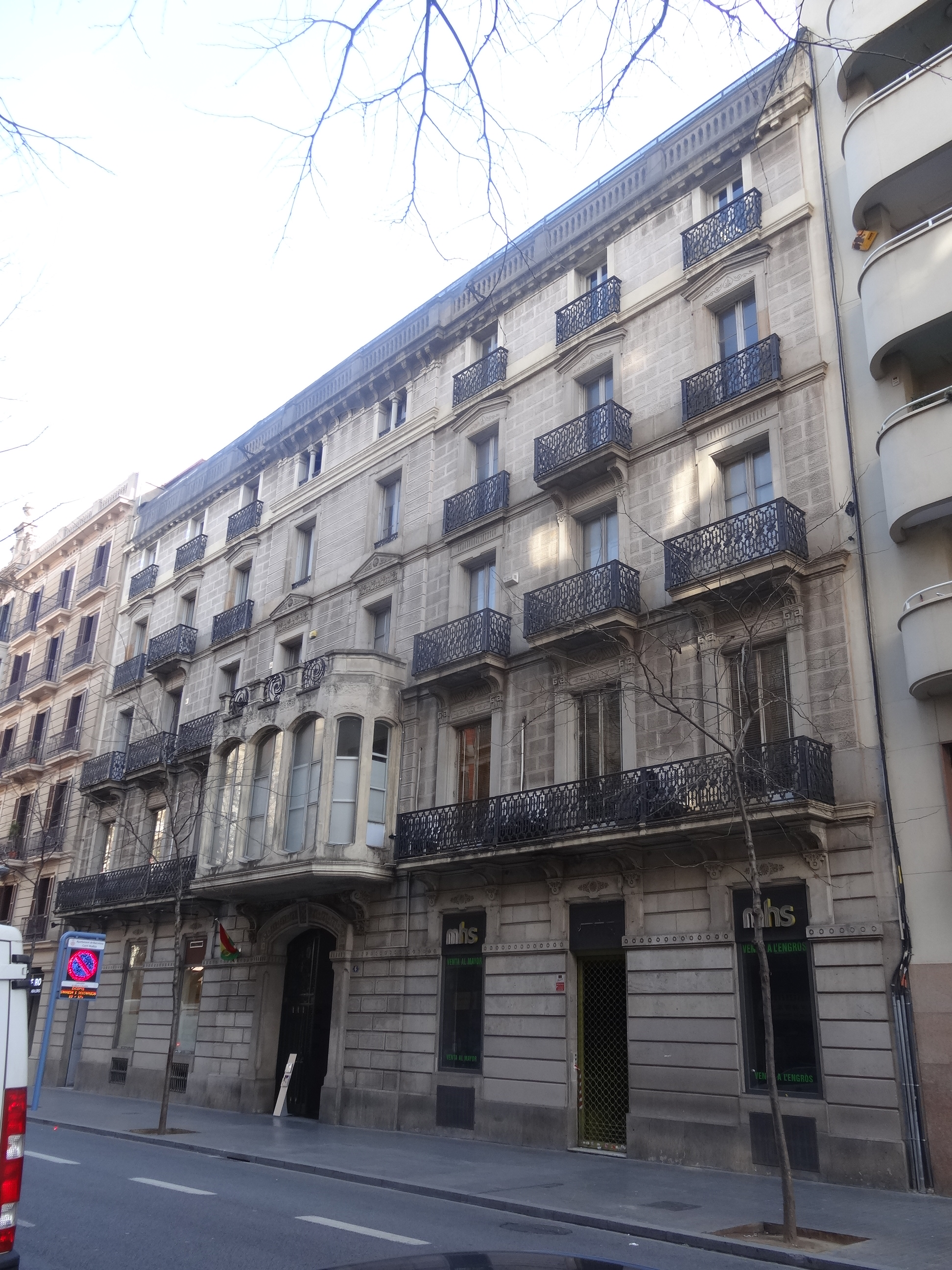
Casa Achon al carrer de Trafalgar, 6 (abans 8).

La casa-fàbrica Achon era un conjunt d'edificis situats als carrers de Sant Pere Més Alt de Barcelona, del que es conserva el del núm. 15, catalogat com a bé amb elements d'interès (categoria C).

## Història
El 9 d'abril del 1838, es va constituir la societat Achon, Puigmartí i Cia, amb un capital de 20.000 duros i un termini de 7 anys, els socis qual eren el químic alsacià Joan Achon i Meuron (10.000 duros), Francesc Puigmartí i Caparà (6.000 duros), natural d'Amposta, i l'arquitecte Francesc Vallès i Cuchí (4.000 duros), i l'octubre d'aquell any, van fer una ampliació de capital de 12.000 duros (6.000 Puigmartí, 5.000 Achon i 1.000 Vallès). Van establir una fàbrica d'estampats a l'antic convent de Sant Francesc de Paula (desamortitzat el 1836), així com un prat d'indianes al terme municipal de Sant Martí de Provençals. El 1841 van participar en l'Exposició Industrial de Madrid, on obtingueren una menció honorífica, i el 1843 van instal·lar-hi una màquina de vapor de 16 CV.
Tanmateix, les desavinences entre Puigmartí i Joan Achon van fer que la societat es dissolgués el 24 de juny del 1844, i la fàbrica va passar a mans de la nova companyia Achon Germans i Cia, constituïda pels germans Joan i Constantí Achon i Francesc Vallès. Aquell mateix any presentaren una mostra dels productes que elaboraven a l'Exposició Industrial de Barcelona. Es tractava d'«indianas de las llamadas casimir; julianas; jaconás de máquina de varios colores y dibujos». Constantí Achon morí el 1845, raó per la qual la societat va continuar sota el nom de Joan Achon i Cia, que el 1852 va rebre una menció honorífica a l'exposició de manufactures de cotó, seda, llana, lli i mescla de l'Institut Industrial de Catalunya.

El juliol d'aquell any, una de les calderes instal·lades a l'establiment esclatà, i va causar la mort de tres operaris i danys considerables:
A las noticias que dimos ayer sobre la esplosion de una caldera de vapor en una fábrica de pintados de la calle de San Pedro mas alta, podemos ya hoy añadir que este suceso tuvo lugar en el acreditado establecimiento de los Sres. Achon y compañía. La esplosion, cuyo origen y causa son todavía desconocidos, necesariamente hubiese ocasionado males sin cuento á no estar ausentes, como dijimos, cuasi todos los operarios de la fábrica cuando tuvo lugar aquel funesto accidente por ser la hora de la comida. Ello sin embargo, hubo de ocasionar la muerte de tres de ellos que se hallaban inmediatos, […] además cuatro heridos que fueron conducidos al Santo Hospítal, y algunas otras personas ligeramente contusas. La citada esplosion arrojó á grandes distancias fragmentos de la caldera y también gruesos maderos, de modo que uno de estos fué á parar en una de las azoteas de casa Reniu en la plaza de Junqueras y un trozo de caldera en casa Arañó, donde hirió á cuatro personas que estaban arrollando una pieza de tela de algodón. Toda la parte inmediata al lugar en que se hallaba la caldera quedó destruida.
Amb motiu de l'explosió, els veïns de les cases properes a la fàbrica van demanar-ne la clausura a l'Ajuntament. Aquest va crear una comissió especial, la qual finalment va aprovar el projecte de l'empresa de traslladar les calderes existents a un altre emplaçament. El 1854, un incendi va destruir la major part de l'església de Sant Francesc de Paula i va cremar més de 2.500 peces als estenedors de la fàbrica.
Segons una relació del 1860, la fàbrica d'estampats Achon era la més important de Barcelona, amb 5 cilindres, 3 perrotines, 38 taules d’estampació, 2 tondoses, 1 taller de composició dels dibuixos i 60 obrers. El mateix any es va presentar a l'Exposició Industrial de Barcelona amb: «Indianas ruanesas y chacondas: sus dibujos variados y de mucho gusto: los colores finos y bien preparados; la estampacion limpia; el acabado brillante y bueno. El Sr. Achon figura entre los fabricantes de primer órden, en el ramo especial de estampados». Fou present també a la de París el 1867, tot mereixent una medalla de bronze per una col·lecció «bastante completa y notable de indianas, al estilo de las de Rouen y Mulhouse». També va participar en l'Exposició inaugurada el 1871 al nou edifici de la Universitat de Barcelona i a la Manifestació de productes catalans del 1877. El 1872 hi tenia una fàbrica especialitzada en aprests i una altra en tints per a teixits.
El 1862, Joan Achon va adquirir per 8.000 duros a Joan Manubens i Comas la casa de la cantonada del carrer de Sant Pere Més Alt i el carreró de l'Hort d'en Favà, que havia pertangut al convent, i va encarregar-hi la construcció d'un nou edifici residencial al mestre d'obres Francesc Joan Batlle. El 1870 va encarregar un altre edifici d'habitatges al carrer de Trafalgar, 8 (actual 6) al mestre d'obres Jeroni Granell i Barrera.
A la seva mort el 1883, el negoci va passar a mans dels seus fills Josep i Constantí, que van obrir un nou establiment d'aprests i estampats a l'anomenat Prat Nou, a Sant Martí de Provençals. El 1891, l'equipament de la fàbrica va ser subhastat, i el 1893, els germans Achon van presentar el projecte d'un passatge entre els carrers de Sant Pere Més Alt i de Trafalgar, a través de l'edifici esmentat, que l'Ajuntament no va veure amb bons ulls, ja que reclamava una sortida directa al carrer. Finalment, el 1894 fou retirat.
El 1898, la societat J. i C. Achon es va declarar en fallida i l'antic convent va ser subhastat i adquirit per la societat Riva i Garcia, que entre el 1900 i 1901 va començar-ne l'enderrocament, posant al descobert el claustre, que fou finalment enderrocat el 1902, malgrat algunes veus crítiques. La mateixa empresa va projectar l'obertura dels carrers d'Ortigosa i de Cameros (actualment Amadeu Vives) i va parcel·lar els terrenys. Els solars foren adquirits per promotors com l'Orfeó Català, que hi va edificar el Palau de la Música Catalana, i l'Institut dels Germans de l'Escoles Cristianes, que hi va construir l'escola La Salle Comtal.
El 1907, Riva i Garcia va vendre la finca del núm. 15 al joier Agustí Valentí, propietari del núm. 13 bis, que hi va estendre el seu obrador als baixos. El 1959, els seus hereus vengueren ambdues finques als Germans de les Escoles Cristianes de La Salle, integrant-se així en el complex educatiu de la Salle Comtal.

### Cas Hotel del Palau
El 2007, les finques núms. 13 bis, 15 i 17 del carrer de Sant Pere Més Alt van ser objecte d'una requalificació urbanística per iniciativa de la Fundació Orfeó Català del Palau de la Música Catalana, l'objectiu de la qual era construir-hi un hotel de luxe. En tractar-se d'un edifici protegit en el Pla Especial de Protecció del Patrimoni Arquitectònic Històrico-Artístic del districte de Ciutat Vella (2000), el seu enderrocament havia de ser autoritzat per la Comissió Territorial del Patrimoni Cultural. La valoració patrimonial realitzada per Veclus SL l'abril del 2003 en destacava l'escala, «sens dubte un exemple prou únic i del qual no en coneixem cap altre referent paral·lel al nucli antic barceloní», i és per això que recomanava conservar-la. No passava el mateix amb la resta de l'edifici, del qual s'afirmava que l'estructura no era «particularment significativa» i que, per tant, el seu aterrament «no representaria cap pèrdua significativa del patrimoni construït barceloní». Finalment, el 26 de setembre del 2008, la Comissió va rebutjar la descatalogació de les esmentades finques i, per tant, en va prohibir l'enderrocament.

## Descripció
Es tracta d'una construcció de planta baixa i quatre pisos, i les obertures de la façana principal s'estructuren en quatre eixos de simetria verticals. Als baixos, el parament és de     especejament horitzontal de carreus i les obertures són d'arc escarser. Als pisos, destaca la peculiar disposició dels balcons, amb baranes de dibuix amb brèndoles de ferro forjat: Així, mentre que als pisos primer (amb frontons a sobre) i tercer, les obertures centrals s'agrupen en balcons i les dels extrems són finestres balconeres, als pisos segon i quart, les dels extrems són balcons individuals i les centrals són finestres balconeres.
A l'interior, destaca l'escala principal, amb barana sinuosa i passamà de fusta (un model diferent al de l'escala catalana o de tres trams a escaire), així com els paviments hidràulics i els acabats dels sostres.